# Lijst van Amerikaanse ministers van Oorlog
De minister van Oorlog was verantwoordelijk voor alle militaire zaken, inclusief die van de marine. Vanaf 1886 was de minister van Oorlog de derde in lijn van opvolging van de president, na de vicepresident en de minister van Buitenlandse Zaken. In 1947 werd er een nieuwe structuur gecreëerd. Er kwam een minister van de Marine, een minister van het Leger en een minister van de Luchtmacht. Zij hebben geen zitting in het kabinet en vallen allen onder de minister van Defensie. Deze minister nam de positie over van de minister van Oorlog in het kabinet en zijn plaats in de rangorde van opvolging van de president.
| Nr.    | Minister van Oorlog Secretary of War | Minister van Oorlog Secretary of War | Minister van Oorlog Secretary of War         | Ambtstermijn                                             | Ambtstermijn      | Partij(en)                     | President(en)                         | Kabinet(en)             |
| ------ | ------------------------------------ | ------------------------------------ | -------------------------------------------- | -------------------------------------------------------- | ----------------- | ------------------------------ | ------------------------------------- | ----------------------- |
| 1      |                                      | Henry Knox                           | Major General Henry Knox (1750–1806)         | 12 september 1789                                        | 31 december 1794  | F                              | George Washington (1789–1797)         | Washington              |
| Vacant |                                      |                                      |                                              |                                                          |                   |                                | George Washington (1789–1797)         | Washington              |
| 2      |                                      | Timothy Pickering                    | Timothy Pickering (1745–1829)                | 2 januari 1795                                           | 10 december 1795  | F                              | George Washington (1789–1797)         | Washington              |
| Vacant |                                      |                                      |                                              |                                                          |                   |                                | George Washington (1789–1797)         | Washington              |
| 3      |                                      | James McHenry                        | James McHenry (1753–1816)                    | 27 januari 1796                                          | 1 juni 1800       | F                              | George Washington (1789–1797)         | Washington              |
| 3      | F                                    | James McHenry                        | James McHenry (1753–1816)                    | 27 januari 1796                                          | 1 juni 1800       | John Adams (1797–1801)         | J. Adams                              |                         |
| 4      |                                      | Samuel Dexter                        | Samuel Dexter (1761–1816)                    | 1 juni 1800                                              | 31 januari 1801   | John Adams (1797–1801)         | J. Adams                              | F                       |
| 5      |                                      |                                      | Major General Henry Dearborn (1751–1829)     | 4 maart 1801                                             | 4 maart 1809      | DR                             | Thomas Jefferson (1801–1809)          | Jefferson               |
| 6      |                                      | William Eustis                       | William Eustis (1753–1825)                   | 4 maart 1809                                             | 13 januari 1813   | DR                             | James Madison (1809–17)               | Madison                 |
| 7      |                                      | John Armstrong                       | Brigadier General John Armstrong (1758–1843) | 13 januari 1813                                          | 27 september 1814 | DR                             | James Madison (1809–17)               | Madison                 |
| 8      |                                      | James Monroe                         | James Monroe (1758–1831)                     | 27 september 1814                                        | 1 maart 1815      | DR                             | James Madison (1809–17)               | Madison                 |
| [ 5 ]  |                                      | Alexander Dallas                     | Alexander Dallas (1759–1817)                 | 1 maart 1815                                             | 1 augustus 1815   | DR                             | James Madison (1809–17)               | Madison                 |
| 9      |                                      | William Crawford                     | William Crawford (1772–1834)                 | 1 augustus 1815                                          | 22 oktober 1816   | DR                             | James Madison (1809–17)               | Madison                 |
| [ 5 ]  |                                      |                                      | George Graham (1772–1830)                    | 22 oktober 1816                                          | 8 december 1817   | O                              | James Madison (1809–17)               | Madison                 |
| [ 5 ]  | O                                    | James Monroe (1817–25)               | George Graham (1772–1830)                    | 22 oktober 1816                                          | 8 december 1817   | Monroe                         |                                       |                         |
| 10     |                                      | James Monroe (1817–25)               | John Calhoun                                 | John Calhoun (1782–1850)                                 | 8 december 1817   | Monroe                         | 4 maart 1825                          | DR                      |
| 11     |                                      | James Barbour                        | James Barbour (1775–1842)                    | 4 maart 1825                                             | 23 mei 1828       | DR (1825–28)                   | John Quincy Adams (1825–29)           | J.Q. Adams              |
| 11     | NR (1828–29)                         | James Barbour                        | James Barbour (1775–1842)                    | 4 maart 1825                                             | 23 mei 1828       |                                | John Quincy Adams (1825–29)           | J.Q. Adams              |
| 12     |                                      | Peter Porter                         | Major General Peter Porter (1773–1844)       | 23 mei 1828                                              | 8 maart 1829      | NR                             | John Quincy Adams (1825–29)           | J.Q. Adams              |
| 12     | NR                                   | Peter Porter                         | Major General Peter Porter (1773–1844)       | 23 mei 1828                                              | 8 maart 1829      | Andrew Jackson (1829–1837)     | Jackson (1829–1837)                   |                         |
| 13     |                                      | John Eaton                           | John Eaton (1790–1856)                       | 8 maart 1829                                             | 18 juni 1831      | Andrew Jackson (1829–1837)     | Jackson (1829–1837)                   | D                       |
| [ 5 ]  |                                      | Roger Taney                          | Roger Taney (1777–1864)                      | 18 juni 1831                                             | 1 augustus 1831   | Andrew Jackson (1829–1837)     | Jackson (1829–1837)                   | D                       |
| 14     |                                      | Lewis Cass                           | Brigadier General Lewis Cass (1782–1866)     | 1 augustus 1831                                          | 5 oktober 1836    | Andrew Jackson (1829–1837)     | Jackson (1829–1837)                   | D                       |
| Vacant |                                      |                                      |                                              |                                                          |                   | Andrew Jackson (1829–1837)     | Jackson (1829–1837)                   |                         |
| 15     |                                      | Joel Poinsett                        | Joel Poinsett (1779–1851)                    | 4 maart 1837                                             | 4 maart 1841      | D                              | Martin Van Buren (1837–1841)          | Van Buren               |
| 16     |                                      | John Bell                            | John Bell (1796–1869)                        | 4 maart 1841                                             | 13 september 1841 | W                              | William Henry Harrison (1841)         | W.H. Harrison (1841)    |
| 16     | W                                    | John Bell                            | John Bell (1796–1869)                        | 4 maart 1841                                             | 13 september 1841 | John Tyler (1841–1845)         | Tyler                                 |                         |
| Vacant |                                      |                                      |                                              |                                                          |                   | John Tyler (1841–1845)         | Tyler                                 |                         |
| 17     |                                      | John Canfield Spencer                | John Canfield Spencer (1788–1855)            | 12 oktober 1841                                          | 4 maart 1843      | John Tyler (1841–1845)         | Tyler                                 | W                       |
| Vacant |                                      |                                      |                                              |                                                          |                   | John Tyler (1841–1845)         | Tyler                                 |                         |
| 18     |                                      | James Porter                         | James Porter (1793–1862)                     | 8 maart 1843                                             | 14 februari 1844  | John Tyler (1841–1845)         | Tyler                                 | W                       |
| 19     |                                      | William Wilkins                      | William Wilkins (1779–1865)                  | 14 februari 1844                                         | 4 maart 1845      | John Tyler (1841–1845)         | Tyler                                 | D                       |
| 20     |                                      | William Marcy                        | Brigadier General William Marcy (1786–1857)  | 4 maart 1845                                             | 4 maart 1849      | D                              | James Polk (1845–1849)                | Polk                    |
| 21     |                                      | George Crawford                      | George Crawford (1798–1872)                  | 4 maart 1849                                             | 22 juli 1850      | W                              | Zachary Taylor (1849–1850)            | Taylor                  |
| 21     | W                                    | George Crawford                      | George Crawford (1798–1872)                  | 4 maart 1849                                             | 22 juli 1850      | Millard Fillmore (1850–1853)   | Fillmore                              |                         |
| Vacant |                                      |                                      |                                              |                                                          |                   | Millard Fillmore (1850–1853)   | Fillmore                              |                         |
| 22     |                                      | Charles Conrad                       | Charles Conrad (1804–1878)                   | 15 augustus 1850                                         | 4 maart 1853      | Millard Fillmore (1850–1853)   | Fillmore                              | W                       |
| 23     |                                      | Jefferson Davis                      | Jefferson Davis (1808–1889)                  | 4 maart 1853                                             | 4 maart 1857      | D                              | Franklin Pierce (1853–1857)           | Pierce                  |
| 24     |                                      | John Floyd                           | Brigadier General John Floyd (1806–1863)     | 4 maart 1857                                             | 29 december 1860  | D                              | James Buchanan (1857–1861)            | Buchanan                |
| Vacant |                                      |                                      |                                              |                                                          |                   |                                | James Buchanan (1857–1861)            | Buchanan                |
| 25     |                                      | Joseph Holt                          | Brigadier General Joseph Holt (1807–1894)    | 18 januari 1861                                          | 4 maart 1861      | R                              | James Buchanan (1857–1861)            | Buchanan                |
| 26     |                                      | Simon Cameron                        | Simon Cameron (1799–1889)                    | 4 maart 1861                                             | 14 januari 1862   | R                              | Abraham Lincoln (1861–1865)           | Lincoln                 |
| Vacant |                                      |                                      |                                              |                                                          |                   |                                | Abraham Lincoln (1861–1865)           | Lincoln                 |
| 27     |                                      | Edwin Stanton                        | Edwin Stanton (1814–1869)                    | 20 januari 1862                                          | 28 mei 1868       | D (1862)                       | Abraham Lincoln (1861–1865)           | Lincoln                 |
| 27     | R (1862–68)                          | Edwin Stanton                        | Edwin Stanton (1814–1869)                    | 20 januari 1862                                          | 28 mei 1868       |                                | Abraham Lincoln (1861–1865)           | Lincoln                 |
| 27     | Andrew Johnson (1865–1869)           | Edwin Stanton                        | Edwin Stanton (1814–1869)                    | 20 januari 1862                                          | 28 mei 1868       | A. Johnson                     |                                       |                         |
| Vacant | Andrew Johnson (1865–1869)           |                                      |                                              |                                                          |                   | A. Johnson                     |                                       |                         |
| 28     | Andrew Johnson (1865–1869)           |                                      | John Schofield                               | Lieutenant General John Schofield (1831–1906)            | 1 juni 1868       | A. Johnson                     | 13 maart 1869                         | R                       |
| 28     | R                                    | Ulysses S. Grant (1869–1877)         | John Schofield                               | Lieutenant General John Schofield (1831–1906)            | 1 juni 1868       | Grant                          | 13 maart 1869                         |                         |
| 29     |                                      | Ulysses S. Grant (1869–1877)         | John Rawlins                                 | Major General John Rawlins (1831–1869)                   | 13 maart 1869     | Grant                          | 6 september 1869                      | R                       |
| [ 5 ]  |                                      | Ulysses S. Grant (1869–1877)         | William Tecumseh Sherman                     | General of the Army William Tecumseh Sherman (1821–1891) | 6 september 1869  | Grant                          | 25 oktober 1869                       | R                       |
| 30     |                                      | Ulysses S. Grant (1869–1877)         | William Belknap                              | Major General William Belknap (1823–1890)                | 25 oktober 1869   | Grant                          | 2 maart 1876                          | R                       |
| Vacant |                                      | Ulysses S. Grant (1869–1877)         |                                              |                                                          |                   | Grant                          |                                       |                         |
| 31     |                                      | Ulysses S. Grant (1869–1877)         | Alphonso Taft                                | Alphonso Taft (1810–1891)                                | 8 maart 1876      | Grant                          | 22 mei 1876                           | R                       |
| 32     |                                      | Ulysses S. Grant (1869–1877)         | Donald Cameron                               | Donald Cameron (1833–1918)                               | 22 mei 1876       | Grant                          | 4 maart 1877                          | R                       |
| Vacant | Vacant                               | Vacant                               | Vacant                                       | Vacant                                                   | Vacant            | Vacant                         | Rutherford Hayes (1877–1881)          | Hayes                   |
| 33     |                                      | George McCrary                       | George McCrary (1835–1890)                   | 12 maart 1877                                            | 10 december 1879  | R                              | Rutherford Hayes (1877–1881)          | Hayes                   |
| 34     |                                      | Alexander Ramsey                     | Alexander Ramsey (1815–1903)                 | 10 december 1879                                         | 4 maart 1881      | R                              | Rutherford Hayes (1877–1881)          | Hayes                   |
| 35     |                                      | Robert Todd Lincoln                  | Robert Todd Lincoln (1843–1926)              | 4 maart 1881                                             | 4 maart 1885      | R                              | James Garfield (1881)                 | Garfield                |
| 35     | Chester Arthur (1881–1885)           | Robert Todd Lincoln                  | Robert Todd Lincoln (1843–1926)              | 4 maart 1881                                             | 4 maart 1885      | R                              | Arthur                                |                         |
| 36     |                                      | William Endicott                     | William Endicott (1826–1900)                 | 4 maart 1885                                             | 4 maart 1889      | D                              | Grover Cleveland (1885–1889)          | Cleveland I             |
| 37     |                                      | Redfield Proctor                     | Redfield Proctor (1831–1908)                 | 4 maart 1889                                             | 5 november 1891   | R                              | Benjamin Harrison (1889–1893)         | B. Harrison (1889–1893) |
| Vacant |                                      |                                      |                                              |                                                          |                   |                                | Benjamin Harrison (1889–1893)         | B. Harrison (1889–1893) |
| 38     |                                      | Stephen Elkins                       | Stephen Elkins (1841–1911)                   | 17 december 1891                                         | 4 maart 1893      | R                              | Benjamin Harrison (1889–1893)         | B. Harrison (1889–1893) |
| 39     |                                      | Daniel Lamont                        | Daniel Lamont (1851–1905)                    | 4 maart 1893                                             | 4 maart 1897      | D                              | Grover Cleveland (1893–1897)          | Cleveland II            |
| 40     |                                      | Russell Algert                       | Major General Russell Algert (1836–1907)     | 5 maart 1897                                             | 1 augustus 1899   | R                              | William McKinley (1897–1901)          | McKinley                |
| 41     |                                      | Elihu Root                           | Elihu Root (1845–1937)                       | 1 augustus 1899                                          | 1 februari 1904   | R                              | William McKinley (1897–1901)          | McKinley                |
| 41     | R                                    | Elihu Root                           | Elihu Root (1845–1937)                       | 1 augustus 1899                                          | 1 februari 1904   | Theodore Roosevelt (1901–1909) | T. Roosevelt (1901–1909)              |                         |
| 42     |                                      | William Howard Taft                  | William Howard Taft (1857–1930)              | 1 februari 1904                                          | 1 juli 1908       | Theodore Roosevelt (1901–1909) | T. Roosevelt (1901–1909)              | R                       |
| 43     |                                      | Luke Wright                          | Luke Wright (1846–1922)                      | 1 juli 1908                                              | 4 maart 1909      | Theodore Roosevelt (1901–1909) | T. Roosevelt (1901–1909)              | R                       |
| 44     |                                      | Jacob Dickinson                      | Jacob Dickinson (1851–1928)                  | 12 maart 1909                                            | 22 mei 1911       | R                              | William Howard Taft (1909–1913)       | Taft (1909–1913)        |
| 45     |                                      | Henry Stimson                        | Brigadier General Henry Stimson (1867–1950)  | 22 mei 1911                                              | 4 maart 1913      | R                              | William Howard Taft (1909–1913)       | Taft (1909–1913)        |
| 46     |                                      | Lindley Garrison                     | Lindley Garrison (1864–1932)                 | 4 maart 1913                                             | 10 februari 1916  | D                              | Woodrow Wilson (1913–1921)            | Wilson                  |
| Vacant |                                      |                                      |                                              |                                                          |                   |                                | Woodrow Wilson (1913–1921)            | Wilson                  |
| 47     |                                      | Newton Baker                         | Newton Baker (1871–1937)                     | 9 maart 1916                                             | 4 maart 1921      | D                              | Woodrow Wilson (1913–1921)            | Wilson                  |
| 48     |                                      | John Weeks                           | John Weeks (1860–1926)                       | 4 maart 1921                                             | 13 oktober 1925   | R                              | Warren Harding (1921–1923)            | Harding                 |
| 48     | R                                    | John Weeks                           | John Weeks (1860–1926)                       | 4 maart 1921                                             | 13 oktober 1925   | Calvin Coolidge (1923–1929)    | Coolidge                              |                         |
| 49     |                                      | Dwight Filley Davis                  | Dwight Filley Davis (1879–1945)              | 13 oktober 1925                                          | 4 maart 1929      | Calvin Coolidge (1923–1929)    | Coolidge                              | R                       |
| 50     |                                      | James Good                           | James Good (1866–1929)                       | 4 maart 1929                                             | 18 november 1929  | R                              | Herbert Hoover (1929–1933)            | Hoover                  |
| Vacant |                                      |                                      |                                              |                                                          |                   |                                | Herbert Hoover (1929–1933)            | Hoover                  |
| 51     |                                      | Patrick Hurley                       | Major General Patrick Hurley (1883–1963)     | 4 december 1929                                          | 4 maart 1933      | R                              | Herbert Hoover (1929–1933)            | Hoover                  |
| 52     |                                      | George Dern                          | George Dern (1872–1936)                      | 4 maart 1933                                             | 27 augustus 1936  | D                              | Franklin Delano Roosevelt (1933–1945) | F.D. Roosevelt          |
| Vacant |                                      |                                      |                                              |                                                          |                   |                                | Franklin Delano Roosevelt (1933–1945) | F.D. Roosevelt          |
| 53     |                                      | Henry Woodring                       | Henry Woodring (1887–1967)                   | 25 september 1936                                        | 20 juni 1940      | D                              | Franklin Delano Roosevelt (1933–1945) | F.D. Roosevelt          |
| 54     |                                      | Henry Stimson                        | Brigadier General Henry Stimson (1867–1950)  | 10 juli 1940                                             | 21 september 1945 | R                              | Franklin Delano Roosevelt (1933–1945) | F.D. Roosevelt          |
| 54     | R                                    | Henry Stimson                        | Brigadier General Henry Stimson (1867–1950)  | 10 juli 1940                                             | 21 september 1945 | Harry S. Truman (1945–1953)    | Truman                                |                         |
| Vacant |                                      |                                      |                                              |                                                          |                   | Harry S. Truman (1945–1953)    | Truman                                |                         |
| 55     |                                      | Robert Patterson                     | Robert Patterson (1891–1952)                 | 25 september 1945                                        | 18 juli 1947      | Harry S. Truman (1945–1953)    | Truman                                | R                       |
| 56     |                                      | Kenneth Royall                       | Brigadier General Kenneth Royall (1894–1971) | 18 juli 1947                                             | 17 september 1947 | Harry S. Truman (1945–1953)    | Truman                                | D                       |